# سافر - لوكورب (مترو باريس)
سافر - لوكورب (بالفرنسية: Sèvres – Lecourbe)‏ هي محطة مترو تابعة لمترو باريس تقع في فرنسا في الدائرة الخامسة عشرة في باريس.[بحاجة لمصدر]